# النور کوئر
النور پیج کوئر (به انگلیسی Eleanor Page Coerr؛ ۲۹ مه ۱۹۲۲ – ۲۲ نوامبر ۲۰۱۰) نویسنده کتاب‌های کودکان امریکایی-کانادایی بود. از کتاب‌های او می‌توان به ساداکو و هزار درنای کاغذی که داستانی تخیلی-تاریخی است و تعداد زیادی کتاب مصور اشاره کرد.
النور در کمسک در ساسکاچوان کانادا زاده شد و در ساسکاتون بزرگ شد. در کودکی دوست داشت داستانهای جدید بنویسد و بخواند. از طریق بهترین دوست خود در دبیرستان، که مهاجر نسل دوم ژاپنی بود، کوئر به هنرهای خوشنویسی و آشپزی ژاپنی و اریگامی علاقه‌مند شد. او به دوستش گفت که آرزو دارد روزی به ژاپن سفر کند، آرزویی که هنگام نگارش ساداکو و هزار درنای کاغذی برآورده شد.
النور کوئر مدتی در دانشگاه ساسکاچوان تحصیل کرد و بعداً به مدرسه کادل ایربروش منتقل شد. او کارشناسی زبان انگلیسی را از دانشگاه امریکن و کارشناسی ارشد علوم کتابداری را از دانشگاه مریلند، کالج پارک دریافت کرد. کوئر پس از فارغ‌التحصیلی به عنوان روزنامه‌نگار و ویراستار ستون کودکان کار کرد. او به تدریس ادبیات کودکان در کالج مونتری و نوشتن خلاق در کالج چپمن در کالیفرنیا پرداخت.
النور کوئر در سال ۱۹۶۵ با سفیر سابق ایالات متحده در اروگوئه، ویمبرلی کوئر (۱۹۱۳–۱۹۹۶) ازدواج کرد و تا سال ۱۹۹۶ که ویمبرلی از بیماری پارکینسون درگذشت با او زندگی کرد. ویمبرلی کوئر یک دیپلمات بود و پست‌های خارجی در کشورهای مختلف برعهده داشت. آنها با هم در تعدادی از کشورها، از جمله ژاپن، تایوان، تایلند، فیلیپین و برزیل حضور یافتند. النور کوئر هر دو کتاب نخست خود را در سال ۱۹۴۵ نوشت و مصور کرد، اگرچه تا دهه ۱۹۷۰ شروع به انتشار کار خود نکرد. کارهای بعدی وی شامل کتابهای کودکانه، بشردوستانه و سخنرانی در دانشگاه‌های آمریکا و خارج از کشور بود. پس از مرگ ویمبرلی، النور کوئر بیشتر انزواطلب شد و در اقامتگاه‌های خصوصی در پبل بیچ، کالیفرنیا و هندرسون، نوادا می‌ماند.
کتاب ساداکو و هزار درنای کاغذی روایتگر داستان ساداکو ساساکی است که بعد از بمباران اتمی هیروشیما و ناکازاکی مبتلا به سرطان خون شد و درگذشت. ساداکو این افسانه ژاپنی را شنیده بود که اگر هزار درنای کاغذی اریگامی درست کند، حالش بهبود می‌یابد. اما توانست تا زمان مرگش در ۱۲ سالگی فقط ۶۶۴ درنا درست کند.
کوئر در ۲۲ نوامبر ۲۰۱۰ در سن ۸۸ سالگی درگذشت.